# Ottawa Senators (1893–1934)
Ottawa Senators byl profesionální kanadský klub ledního hokeje, který sídlil v Ottawě v provincii Ontario. V letech 1917–1934 působil v profesionální soutěži National Hockey League. Své domácí zápasy odehrával v hale Ottawa Auditorium s kapacitou 7 500 diváků. Klubové barvy byly černá, červená a bílá.
Spolu s Montrealem Canadiens, Montrealem Wanderers a Quebecem Bulldogs (před startem ročníku nahrazeni Torontem Arenas) založili nejslavnější hokejovou ligu světa, NHL. V sezoně 1917/1918 sice Ottawa skončila poslední, ale v následujících šesti sezonách vždy vyhráli základní část. V sezonách 1918/1919, 1921/1922 a 1923/1924 skončili v playoff v semifinále, když prohráli s Montrealem Canadiens, s Torontem St. Patricks a opět s Montrealem Canadiens.
V sezoně 1919/1920 slavila Ottawa vítězství Stanley Cupu, když ve finále porazili Seattle Metropolitans. V sezoně 1920/1921 se jim jako prvnímu týmu v NHL podařilo vítězství obhájit, když v semifinále porazili Toronto St. Patricks a ve finále Vancouver Millionaires. Další Stanley Cupy získali v sezonách 1922/1923 (porazili Montreal Canadiens, Vancouver Maroons a Edmonton Eskimos) a v sezoně 1926/1927 (ve finále porazili Boston Bruins). V následující sezoně sice ještě postoupili do semifinále playoff, ale to byl jejich poslední úspěch.
V následujících letech se Ottawa do playoff neprobojovala a proto se vedení rozhodlo sezonu 1931/1932 vynechat. Ovšem ani to nepomohlo a proto byla licence prodána týmu St. Louis Eagles. Jeden z neslavnějších týmů NHL tak ukončil působení v soutěži.

## Historické názvy
Zdroj: 
- 1883 – Ottawa HC (Ottawa Hockey Club)
- 1890 – Ottawa Generals
- 1903 – Ottawa Silver Seven
- 1908 – Ottawa Senators

## Úspěchy
- Vítěz Stanley Cupu ( 11× )
  - 1903 (březen), 1904, 1905, 1906 (únor), 1909, 1910, 1911, 1919/20, 1920/21, 1922/23, 1926/27

## Slavní hráči
- Clint Benedict
- Cy Denneny
- Frank Nighbor
- Jack Darragh
- Spregue Cleghorn
- Punch Broadbent
- George Boucher
- King Clancy
- Lionel Hitchman
- Alex Connell
- Jack Adams

## Umístění v jednotlivých sezonách
Stručný přehled
Zdroj: 
- 1887: Amateur Hockey Association of Canada
- 1891–1899: Amateur Hockey Association of Canada
- 1899–1904: Canadian Amateur Hockey League
- 1904–1905: Federal Amateur Hockey League
- 1906–1909: Eastern Canada Amateur Hockey Association
- 1909–1910: Canadian Hockey Association
- 1910–1917: National Hockey Association
- 1917–1926: National Hockey League
- 1926–1934: National Hockey League (Kanadská divize)

Jednotlivé ročníky
Zdroj: 
Legenda: Z - zápasy, V - výhry, VP - výhry v prodloužení, R - remízy, P - porážky, PP - porážky v prodloužení, VG - vstřelené góly, OG - obdržené góly, +/- - rozdíl skóre, B - body, KPW - Konference Prince z Walesu, CK - Campbellova konference, ZK - Západní konference, VK - Východní konference, fialové podbarvení - reorganizace, změna skupiny či soutěže
| Kanada (1887 – 1917)       |                       |        |                                                             |                                                             |                                                             |                                                             |                                                             |                                                             |                                                             |                                                             |                                                             |                                                             |        |             |
| Sezóny                     | Liga                  | Úroveň | Z                                                           | V                                                           | VP                                                          | R                                                           | PP                                                          | P                                                           | VG                                                          | OG                                                          | +/-                                                         | B                                                           | Pozice | Play-off    |
| 1887                       | AHAC                  | –      | 1                                                           | 0                                                           | –                                                           | 0                                                           | –                                                           | 1                                                           | 1                                                           | 5                                                           | -4                                                          | 0                                                           | 4.     | Ne          |
| ...                        |                       |        |                                                             |                                                             |                                                             |                                                             |                                                             |                                                             |                                                             |                                                             |                                                             |                                                             |        |             |
| 1891                       | AHAC                  | –      | 1                                                           | 0                                                           | –                                                           | 0                                                           | –                                                           | 1                                                           | 0                                                           | 3                                                           | -1                                                          | 0                                                           | 2.     | Ne          |
| 1892                       | AHAC                  | –      | 7                                                           | 6                                                           | –                                                           | 0                                                           | –                                                           | 1                                                           | 23                                                          | 9                                                           | +14                                                         | 10                                                          | 1.     | Finále AHAC |
| 1893                       | AHAC                  | –      | 8                                                           | 6                                                           | –                                                           | 0                                                           | –                                                           | 2                                                           | 49                                                          | 22                                                          | +27                                                         | 12                                                          | 2.     | Ne          |
| 1894                       | AHAC                  | –      | 8                                                           | 5                                                           | –                                                           | 0                                                           | –                                                           | 3                                                           | 24                                                          | 16                                                          | +8                                                          | 10                                                          | 2.     | Ne          |
| 1895                       | AHAC                  | –      | 8                                                           | 4                                                           | –                                                           | 0                                                           | –                                                           | 4                                                           | 25                                                          | 24                                                          | +1                                                          | 8                                                           | 3.     | Ne          |
| 1896                       | AHAC                  | –      | 8                                                           | 6                                                           | –                                                           | 0                                                           | –                                                           | 2                                                           | 22                                                          | 16                                                          | +6                                                          | 12                                                          | 2.     | Ne          |
| 1897                       | AHAC                  | –      | 8                                                           | 5                                                           | –                                                           | 0                                                           | –                                                           | 3                                                           | 25                                                          | 18                                                          | +7                                                          | 10                                                          | 2.     | Ne          |
| 1898                       | AHAC                  | –      | 8                                                           | 2                                                           | –                                                           | 0                                                           | –                                                           | 6                                                           | 28                                                          | 44                                                          | -16                                                         | 4                                                           | 5.     | Ne          |
| 1899                       | CAHL                  | –      | 8                                                           | 4                                                           | –                                                           | 0                                                           | –                                                           | 4                                                           | 21                                                          | 43                                                          | -22                                                         | 8                                                           | 3.     | Ne          |
| 1900                       | CAHL                  | –      | 8                                                           | 4                                                           | –                                                           | 0                                                           | –                                                           | 4                                                           | 28                                                          | 19                                                          | +9                                                          | 8                                                           | 3.     | Ne          |
| 1901                       | CAHL                  | –      | 8                                                           | 7                                                           | –                                                           | 0                                                           | –                                                           | 1                                                           | 33                                                          | 20                                                          | +13                                                         | 14                                                          | 1.     | Ne          |
| 1902                       | CAHL                  | –      | 8                                                           | 5                                                           | –                                                           | 0                                                           | –                                                           | 3                                                           | 35                                                          | 15                                                          | +20                                                         | 10                                                          | 2.     | Ne          |
| 1903                       | CAHL                  | –      | 8                                                           | 6                                                           | –                                                           | 0                                                           | –                                                           | 2                                                           | 47                                                          | 26                                                          | +21                                                         | 12                                                          | 1.     | Vítěz SC    |
| 1904                       | CAHL                  | –      | 4                                                           | 4                                                           | –                                                           | 0                                                           | –                                                           | 0                                                           | 32                                                          | 15                                                          | +17                                                         | 8                                                           | 5.     | Vítěz SC    |
| 1904/05                    | FAHL                  | –      | 10                                                          | 7                                                           | –                                                           | 0                                                           | –                                                           | 1                                                           | 60                                                          | 19                                                          | +41                                                         | 16                                                          | 1.     | Vítěz SC    |
| 1906                       | ECHA                  | –      | 10                                                          | 9                                                           | –                                                           | 0                                                           | –                                                           | 1                                                           | 90                                                          | 42                                                          | +48                                                         | 18                                                          | 1.     | Vítěz SC    |
| 1907                       | ECHA                  | –      | 10                                                          | 7                                                           | –                                                           | 0                                                           | –                                                           | 3                                                           | 76                                                          | 54                                                          | +22                                                         | 14                                                          | 2.     | Ne          |
| 1907/08                    | ECHA                  | –      | 10                                                          | 7                                                           | –                                                           | 0                                                           | –                                                           | 3                                                           | 86                                                          | 51                                                          | +35                                                         | 14                                                          | 2.     | Ne          |
| 1909                       | ECHA                  | –      | 12                                                          | 10                                                          | –                                                           | 0                                                           | –                                                           | 2                                                           | 117                                                         | 63                                                          | +54                                                         | 20                                                          | 1.     | Vítěz SC    |
| 1909/10                    | CHA                   | –      | 3                                                           | 3                                                           | –                                                           | 0                                                           | –                                                           | 0                                                           | 44                                                          | 12                                                          | +32                                                         | 6                                                           | 1.     | Vítěz SC    |
| 1910                       | NHA                   | –      | 12                                                          | 9                                                           | –                                                           | 0                                                           | –                                                           | 3                                                           | 89                                                          | 66                                                          | +23                                                         | 18                                                          | 2.     | Ne          |
| 1910/11                    | NHA                   | –      | 16                                                          | 13                                                          | –                                                           | 0                                                           | –                                                           | 3                                                           | 122                                                         | 69                                                          | +53                                                         | 26                                                          | 1.     | Vítěz SC    |
| 1911/12                    | NHA                   | –      | 18                                                          | 9                                                           | –                                                           | 0                                                           | –                                                           | 9                                                           | 99                                                          | 83                                                          | +16                                                         | 18                                                          | 2.     | Ne          |
| 1912/13                    | NHA                   | –      | 20                                                          | 9                                                           | –                                                           | 0                                                           | –                                                           | 11                                                          | 87                                                          | 81                                                          | +6                                                          | 18                                                          | 5.     | Ne          |
| 1913/14                    | NHA                   | –      | 20                                                          | 11                                                          | –                                                           | 0                                                           | –                                                           | 9                                                           | 65                                                          | 71                                                          | -6                                                          | 22                                                          | 4.     | Ne          |
| 1914/15                    | NHA                   | –      | 20                                                          | 14                                                          | –                                                           | 0                                                           | –                                                           | 6                                                           | 74                                                          | 65                                                          | +9                                                          | 28                                                          | 1.     | Finále SC   |
| 1915/16                    | NHA                   | –      | 24                                                          | 13                                                          | –                                                           | 0                                                           | –                                                           | 11                                                          | 78                                                          | 72                                                          | +6                                                          | 26                                                          | 2.     | Ne          |
| 1916/17                    | NHA (1. polovina)     | –      | 10                                                          | 7                                                           | –                                                           | 0                                                           | –                                                           | 3                                                           | 56                                                          | 41                                                          | +15                                                         | 14                                                          | 2.     | Finále NHA  |
| 1916/17                    | NHA (2. polovina)     | –      | 10                                                          | 8                                                           | –                                                           | 0                                                           | –                                                           | 2                                                           | 63                                                          | 22                                                          | +41                                                         | 16                                                          | 1.     | Finále NHA  |
| USA / Kanada (1917 – 1934) |                       |        |                                                             |                                                             |                                                             |                                                             |                                                             |                                                             |                                                             |                                                             |                                                             |                                                             |        |             |
| Sezóny                     | Liga                  | Úroveň | Z                                                           | V                                                           | VP                                                          | R                                                           | PP                                                          | P                                                           | VG                                                          | OG                                                          | +/-                                                         | B                                                           | Pozice | Play-off    |
| 1917/18                    | NHL (1. polovina)     | 1      | 14                                                          | 5                                                           | –                                                           | 0                                                           | –                                                           | 9                                                           | 67                                                          | 79                                                          | -12                                                         | 10                                                          | 3.     | Ne          |
| 1917/18                    | NHL (2. polovina)     | 1      | 8                                                           | 4                                                           | –                                                           | 0                                                           | –                                                           | 4                                                           | 35                                                          | 35                                                          | 0                                                           | 8                                                           | 2.     | Ne          |
| 1918/19                    | NHL (1. polovina)     | 1      | 10                                                          | 5                                                           | –                                                           | 0                                                           | –                                                           | 5                                                           | 39                                                          | 39                                                          | 0                                                           | 10                                                          | 2.     | Finále NHL  |
| 1918/19                    | NHL (2. polovina)     | 1      | 8                                                           | 7                                                           | –                                                           | 0                                                           | –                                                           | 1                                                           | 32                                                          | 14                                                          | +18                                                         | 14                                                          | 1.     | Finále NHL  |
| 1919/20                    | NHL (1. polovina)     | 1      | 12                                                          | 9                                                           | –                                                           | 0                                                           | –                                                           | 3                                                           | 59                                                          | 23                                                          | +36                                                         | 18                                                          | 1.     | Vítěz SC    |
| 1919/20                    | NHL (2. polovina)     | 1      | 12                                                          | 10                                                          | –                                                           | 0                                                           | –                                                           | 2                                                           | 62                                                          | 41                                                          | +21                                                         | 20                                                          | 1.     | Vítěz SC    |
| 1920/21                    | NHL (1. polovina)     | 1      | 10                                                          | 8                                                           | –                                                           | 0                                                           | –                                                           | 2                                                           | 49                                                          | 23                                                          | +26                                                         | 16                                                          | 1.     | Vítěz SC    |
| 1920/21                    | NHL (2. polovina)     | 1      | 14                                                          | 6                                                           | –                                                           | 0                                                           | –                                                           | 8                                                           | 48                                                          | 52                                                          | -4                                                          | 12                                                          | 3.     | Vítěz SC    |
| 1921/22                    | NHL                   | 1      | 24                                                          | 14                                                          | –                                                           | 2                                                           | –                                                           | 8                                                           | 106                                                         | 84                                                          | +22                                                         | 30                                                          | 1.     | Finále NHL  |
| 1922/23                    | NHL                   | 1      | 24                                                          | 14                                                          | –                                                           | 1                                                           | –                                                           | 9                                                           | 77                                                          | 54                                                          | +23                                                         | 29                                                          | 1.     | Vítěz SC    |
| 1923/24                    | NHL                   | 1      | 24                                                          | 16                                                          | –                                                           | 0                                                           | –                                                           | 8                                                           | 74                                                          | 54                                                          | +20                                                         | 32                                                          | 1.     | Finále NHL  |
| 1924/25                    | NHL                   | 1      | 30                                                          | 17                                                          | –                                                           | 1                                                           | –                                                           | 12                                                          | 83                                                          | 66                                                          | +17                                                         | 35                                                          | 4.     | Ne          |
| 1925/26                    | NHL                   | 1      | 36                                                          | 24                                                          | –                                                           | 4                                                           | –                                                           | 8                                                           | 77                                                          | 42                                                          | +35                                                         | 52                                                          | 1.     | Finále NHL  |
| 1926/27                    | NHL (Kanadská divize) | 1      | 44                                                          | 30                                                          | –                                                           | 4                                                           | –                                                           | 10                                                          | 86                                                          | 69                                                          | +17                                                         | 64                                                          | 1.     | Vítěz SC    |
| 1927/28                    | NHL (Kanadská divize) | 1      | 44                                                          | 20                                                          | –                                                           | 10                                                          | –                                                           | 14                                                          | 78                                                          | 57                                                          | +21                                                         | 50                                                          | 3.     | Čtvrtfinále |
| 1928/29                    | NHL (Kanadská divize) | 1      | 44                                                          | 14                                                          | –                                                           | 13                                                          | –                                                           | 17                                                          | 54                                                          | 67                                                          | -13                                                         | 41                                                          | 4.     | Ne          |
| 1929/30                    | NHL (Kanadská divize) | 1      | 44                                                          | 21                                                          | –                                                           | 8                                                           | –                                                           | 15                                                          | 138                                                         | 118                                                         | +20                                                         | 50                                                          | 3.     | Čtvrtfinále |
| 1930/31                    | NHL (Kanadská divize) | 1      | 44                                                          | 10                                                          | –                                                           | 4                                                           | –                                                           | 30                                                          | 91                                                          | 142                                                         | -51                                                         | 24                                                          | 5.     | Ne          |
| 1931/32                    | NHL (Kanadská divize) | 1      | Klub se kvůli finančním potížím tohoto ročníku nezúčastnil. | Klub se kvůli finančním potížím tohoto ročníku nezúčastnil. | Klub se kvůli finančním potížím tohoto ročníku nezúčastnil. | Klub se kvůli finančním potížím tohoto ročníku nezúčastnil. | Klub se kvůli finančním potížím tohoto ročníku nezúčastnil. | Klub se kvůli finančním potížím tohoto ročníku nezúčastnil. | Klub se kvůli finančním potížím tohoto ročníku nezúčastnil. | Klub se kvůli finančním potížím tohoto ročníku nezúčastnil. | Klub se kvůli finančním potížím tohoto ročníku nezúčastnil. | Klub se kvůli finančním potížím tohoto ročníku nezúčastnil. | –.     | Ne          |
| 1932/33                    | NHL (Kanadská divize) | 1      | 48                                                          | 11                                                          | –                                                           | 10                                                          | –                                                           | 27                                                          | 88                                                          | 131                                                         | -43                                                         | 32                                                          | 5.     | Ne          |
| 1933/34                    | NHL (Kanadská divize) | 1      | 48                                                          | 13                                                          | –                                                           | 6                                                           | –                                                           | 29                                                          | 115                                                         | 143                                                         | -28                                                         | 32                                                          | 5.     | Ne          |